# Christy Altomare
Christine « Christy » Altomare, née le 23 juin 1986, est une actrice et auteure-compositrice-interprète américaine.
Elle est principalement connue pour ses rôles dans diverses comédies musicales américaines.
Christy Altomare a joué le rôle de Wendla dans la première tournée américaine de la comédie musicale rock L'Éveil du printemps. Elle a joué le personnage  de Sue Snell dans la reprise Off-Broadway de Carrie en 2011, et a fait ses débuts à Broadway en tant que Sophie dans Mamma Mia ! en 2012.  Elle tient le rôle d'Anya dans la première mondiale de la comédie musicale Anastasiasur Broadway de 2017 à 2019.

## Jeunesse
Christy commence à se produire à l'âge de 5 ans dans des productions théâtrales locales dans le Comté de Bucks, en Pennsylvanie. Au lycée Pennsbury High School, elle fait partie des chœurs et participe à des productions théâtrales de l'école. Par la suite, elle étudie au Conservatoire de Musique de l'Université de Cincinnati, où elle joue dans un certain nombre de spectacles. En 2004, elle est lauréate de la National Foundation for Advancement in the Arts dans la catégorie comédie musicale. Elle est diplômée de l'Université de Cincinnati en 2008 avec un baccalauréat en beaux-arts (Bachelor in Fine Arts) en comédie musicale.

## Carrière
Christy Altomare commence à écrire des chansons dès l'âge de douze ans. Elle a, à ce jour, trois albums indépendants : Not Yet Over You (2000), Waiting For You (2007), et un EP intitulé For You (2008). À l'âge de seize ans, elle signe avec son manager actuel, Edie Robb. Elle considère Jewel et Joni Mitchell comme ses plus grandes influences.
En 2008, Christy rejoint la distribution de la première tournée nationale américaine de la comédie musicale à succès L'Éveil du printemps, débutant le 15 août 2008 à San Diego, dans le rôle principal de Wendla. Pour cette tournée, elle voyage dans 44 villes différentes et donne plus de 600 représentations. Elle fait partie de la tournée jusqu'à son ultime performance le 23 mai 2010. Christy reçoit globalement des critiques positives tout au long de la tournée. Seth Kubersky du journal Orlando Weekly la décrit comme "pertinemment innocente et adorable comme l'inévitable victime" ; tandis qu'Eric Rezsnyak du Rochester City Paper vante "sa voix perçante et obsédante de soprano" et comment "même les passages les plus mélodieusement difficiles semblent complètement sans efforts pour elle."
À la suite de la tournée de L'Éveil du printemps, Christy Altomare incarne Sue Snell dans la reprise Off-Broadway à durée limitée de la comédie musicale Carrie par la compagnie MCC Theater au Lucille Lortel Theater. Sa prestation peut être écoutée sur l'enregistrement audio officiel (cast recording) de la comédie musicale, mis en vente par Ghostline et Sh-K-Boom Records.
Le 4 juin 2012, Christy Altomare fait ses débuts à Broadway dans Mamma Mia ! au Winter Garden Theatre, où elle remplace Liana Hunt en reprenant le rôle de Sophie Sheridan. Elle reste dans cette compagnie de Broadway pour une année, mettant fin à son contrat le 1er juin 2013. Elle est alors remplacée par Laurie Veldheer.
Du 30 octobre 2014 au 4 janvier 2015, elle joue Guenièvre dans le spectacle musical Camelot au Drury Lane Theatre, en périphérie de Chicago.
Christy Altomare décrit les trois années qui ont suivi la fin de son contrat à Mamma Mia ! comme une période difficile durant laquelle elle peine à obtenir des auditions et des contrats. Selon elle, c'est en changeant sa perspective qu'elle est parvenue au succès : "Mon monde a basculé, je pense, quand j'ai décidé que j'étais une belle personne et que j'allais m'aimer. Si vous êtes mentalement plus heureux, vous allez rester ouvert à plus de succès dans la vie" déclare-t-elle dans une interview pour le site du Cosmopolitan en juillet 2017.
Le 9 mars 2016, il est annoncé que Christy Altomare sera en vedette de la première mondiale de la comédie musicale Anastasia, adaptée du film d'animation de 1997, dans le rôle éponyme (surnommé Anya). Le spectacle connaît ses premières représentations entre le 13 mai et le 19 juin 2016 au théâtre Hartford Stage dans le Connecticut. Christy Altomare reçoit l'acclamation de la critique pour sa performance en remportant le Connecticut Critics Circle Award. Elle reprend le rôle à Broadway. Les premiers aperçus pour Broadway commencent le 23 mars 2017 et le spectacle ouvre officiellement le 24 avril 2017 au Broadhurst Theatre. Sa performance dans cette production de Broadway lui vaut des critiques positives et plusieurs nominations pour des récompenses. Le casting original de Broadway comprend à ses côtés Derek Klena dans le rôle de Dmitry, Ramin Karimloo dans le rôle de Gleb Vaganov et John Bolton dans le rôle de Vlad Popov.
Christy Altomare tient le rôle d'Anya jusqu'à la fermeture d'Anastasia à Broadway le 31 mars 2019, après 34 aperçus et 808 représentations régulières.

## Théâtre
| Broadway, Off-Broadway et tournées nationales | Broadway, Off-Broadway et tournées nationales | Broadway, Off-Broadway et tournées nationales | Broadway, Off-Broadway et tournées nationales | Broadway, Off-Broadway et tournées nationales     |
| Année                                         | Titre                                         | Théâtre                                       | Rôle                                          | Notes                                             |
| --------------------------------------------- | --------------------------------------------- | --------------------------------------------- | --------------------------------------------- | ------------------------------------------------- |
| 2008-10                                       | L'Éveil du printemps                          | Diverses salles d'Amérique du Nord            | Wendla Bergmann                               | Casting original de la première tournée nationale |
| 2011                                          | Carrie                                        | Lucille Lortel Theatre                        | Sue Snell                                     | Casting de la reprise Off-Broadway                |
| 2012-13                                       | Mamma Mia !                                   | Winter Garden Theatre                         | Sophie Sheridan                               | En remplacement                                   |
| 2016-2019                                     | Anastasia                                     | Hartford Stage (2016)                         | Anya                                          | Première Mondiale / Original Broadway Cast        |
| 2016-2019                                     | Anastasia                                     | Broadhurst Theatre (2017)                     | Anya                                          | Première Mondiale / Original Broadway Cast        |

## Prix et nominations
| Année | Prix                             | Catégorie                             | Spectacle | Résultat   |
| ----- | -------------------------------- | ------------------------------------- | --------- | ---------- |
| 2016  | Connecticut Critics Circle Award | Outstanding Lead Actress in a Musical | Anastasia | Lauréat    |
| 2017  | Drama Desk Award                 | Outstanding Actress in a Musical      | Anastasia | Nomination |
| 2017  | Outer Critics Circle Award       | Outstanding Actress in a Musical      | Anastasia | Nomination |
| 2017  | Theatre World Award              | Theatre World Award                   | Anastasia | Lauréat    |
| 2017  | Broadway.com Prix Du Public      | Best Leading Actress in a Musical     | Anastasia | Nomination |
| 2017  | Broadway.com Prix Du Public      | Best Onstage Pair (avec Derek Klena)  | Anastasia | Nomination |
| 2017  | Broadway.com Prix Du Public      | Broadway.com Star De L'Année          | Anastasia | Lauréat    |